# Palazzo Braschi
Palazzo Braschi – neoklasycystyczny pałac w Rzymie, we Włoszech. W budynku mieści się siedziba Muzeum Rzymu.

## Historia
Palazzo Braschi został zaprojektowany przez architekta, Cosima Morelliego, na zlecenie księcia Luigiego Braschi Onestiego, siostrzeńca papieża Piusa VI. Budynek powstał dzięki majątkowi zgromadzonemu na podstawie subsydiów i przywilejów nadanych przez kościelnego hierarchę swojemu krewnemu. Stoi w miejscu, w którym dawniej znajdował się XV-wieczny gmach wzniesiony przez prefekta Rzymu, Francesca Orsiniego. W XVI wieku mieszkali tam kardynał Oliviero Carafa oraz kardynał Antonio Maria Ciocchi del Monte. W 1790 r. budowla została sprzedana rodzinie Braschi Onesti. W 1791 r. pałac został zburzony, po czym rozpoczęto budowę nowego, zaprojektowanego przez Morelliego. Prace zostały zakłócone przez francuską okupację w 1798 r., w wyniku której Pius VI został strącony ze stanowiska, po czym zmarł na wygnaniu. Budowa Palazzo Braschi została wznowiona w 1802 r. Dwa lata później ukończono budowę charakterystycznych schodów oraz kaplicy na pierwszym piętrze.
Ze względu na problemy finansowe Braschi Onestiego, wszelkie dekoracje zostały wykonane do 1816 r. Potomkowie księcia sprzedali pałac państwu. Budynek stał się siedzibą Ministerstwa Spraw Wewnętrznych, a następnie kilku faszystowskich instytucji. Po zakończeniu II wojny światowej w miejscu tym zorganizowano schronienie dla około 300 bezdomnych rodzin. Stan ten utrzymał się do 1949 r. Po przeprowadzeniu prac renowacyjnych, w Palazzo Braschi otwarto Muzeum Rzymu. W 1990 r. obiekt został przekazany pod zarząd rzymskiej Rady Miasta. W latach 1999–2002 przeprowadzona była jego renowacja.

## Architektura

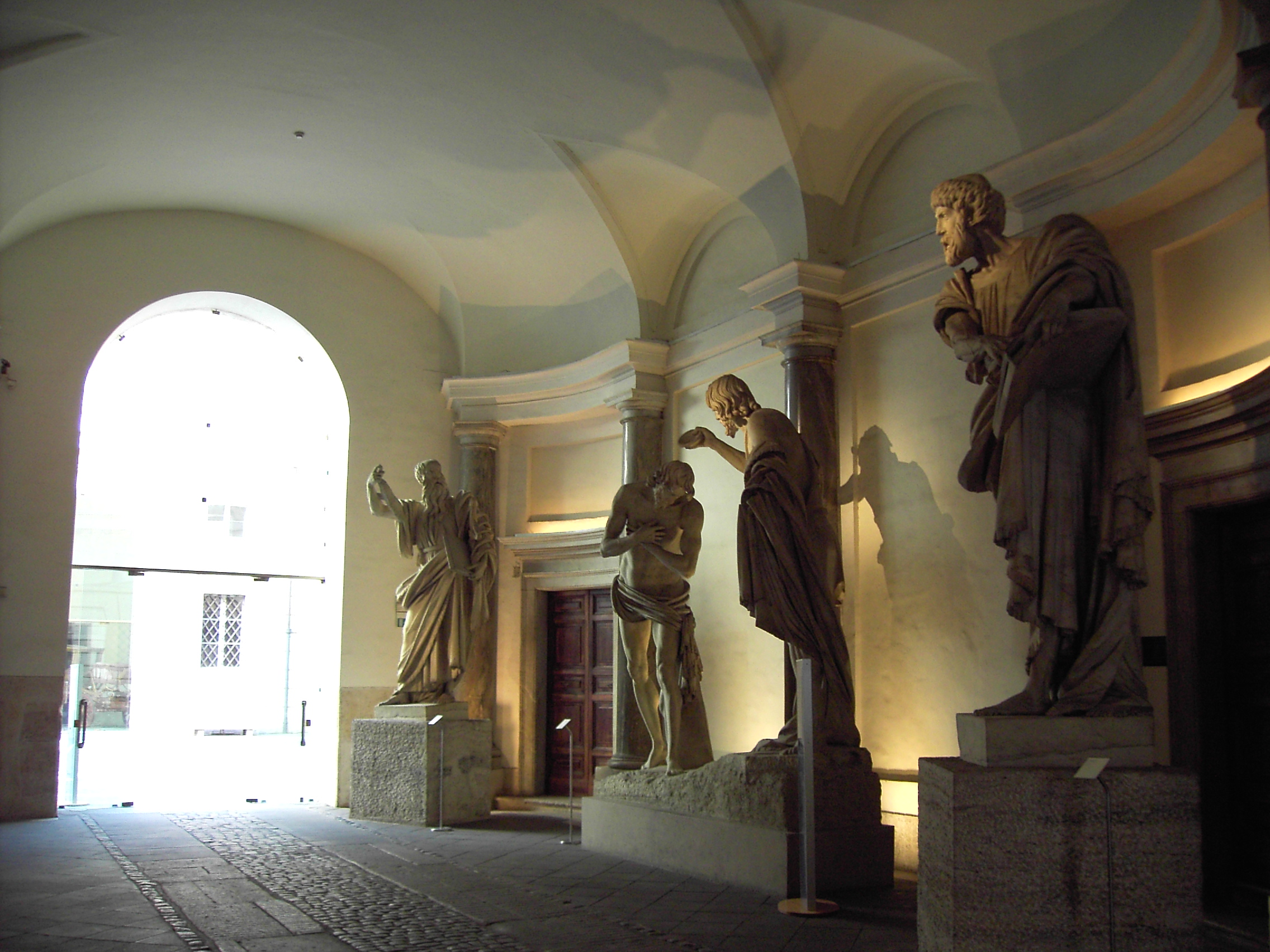
Wnętrze pałacu

Palazzo Braschi ma kształt trapezu. Najdłuższa ściana budowli biegnie od Placu Pasquino do Placu Navona. Główne wejście do budynku zlokalizowane jest w najkrótszej ścianie, od strony Placu San Pantaleo. Jest ono udekorowane pomnikiem Boreasza dmuchającego na wygiętą lilię, symbol herbowy rodziny Braschi.
Pałac powstał przy użyciu wzorców architektonicznych charakterystycznych dla XVI wieku, a nie tylko typowych dla przełomu XVIII i XIX wieku rozwiązań neoklasycznych. Wynika stąd wyraźny kontrast pomiędzy cegłą a trawertynem, obecność wysokiego muru ciosowego u podstawy i w narożnikach budynku oraz trawertynowych warstw, które oddzielają poszczególne poziomy. Gzyms jest bogato zdobiony, dekorowany elementami w kształcie lilii. Wnęki okienne na parterze wieńczą natomiast głowy lwów z szyszkami w pyskach, symbol herbowy rodu Onesti. Dziedziniec w kształcie prostokąta ma zaokrąglone narożniki. Dziedziniec otoczony jest szerokim tarasem, umieszczonym na wysokości trzeciego piętra.
Schody składają się z dwóch przęseł z 18 kolumnami z czerwonego granitu. Główna klatka schodowa jest dekorowana antycznymi rzeźbami oraz stiukowymi ornamentami inspirowanymi mitami o Achillesie i Iliadą. Ich twórcą był Luigi Acquisti. Malowidła temperowe na trzecim piętrze zostały wykonane na przełomie XIX i XX wieku przez Liboria Coccettiego.

## Ekspozycje
Wśród dzieł malarskich prezentowanych na wystawach znajdują się takie dzieła, jak Portret Johna Staplesa Pompea Batoniego, Portret Piusa VI Giovanniego Paola Panniniego, Forum Romanum Ippolita Caffiego, Via di Porta Pinciana Gaspara van Wittela. Ponadto, w galerii prezentowane są także rzeźby oraz fotografie.